# Hertzberg (Adelsgeschlecht)
Hertzberg (polonisiert auch Arcemberski oder Herczemberk, Herczembarski, Herczemberski, Arcemberski de Arczembark) ist der Name eines alten pommerschen Adelsgeschlechts mit gleichnamigem Stammhaus (heute Ortsteil von Okonek) im Landkreis Neustettin.

## Geschichte
Das Geschlecht erscheint am 14. April 1378 erstmals urkundlich und tritt dann in zwei Familienstämmen auf.
Die Erhebung in den preußischen Grafenstand am 19. September 1786 in Königsberg (Ostpreußen) erfolgte für Ewald Friedrich von Hertzberg, königlich preußischer Geheimer Staats-, Kriegs- und Kabinettsminister, und dessen Bruder, den königlich preußischen Rittmeister Franz Rudolf von Hertzberg, sowie für deren Cousins Johann Carl von Hertzberg, königlich preußischer Oberst und Kommandeur des Infanterieregiments „von Wildau“, und Friedrich Wilhelm von Hertzberg, preußischer Major im Kürassierregiment „Prinz Ludwig von Württemberg“.

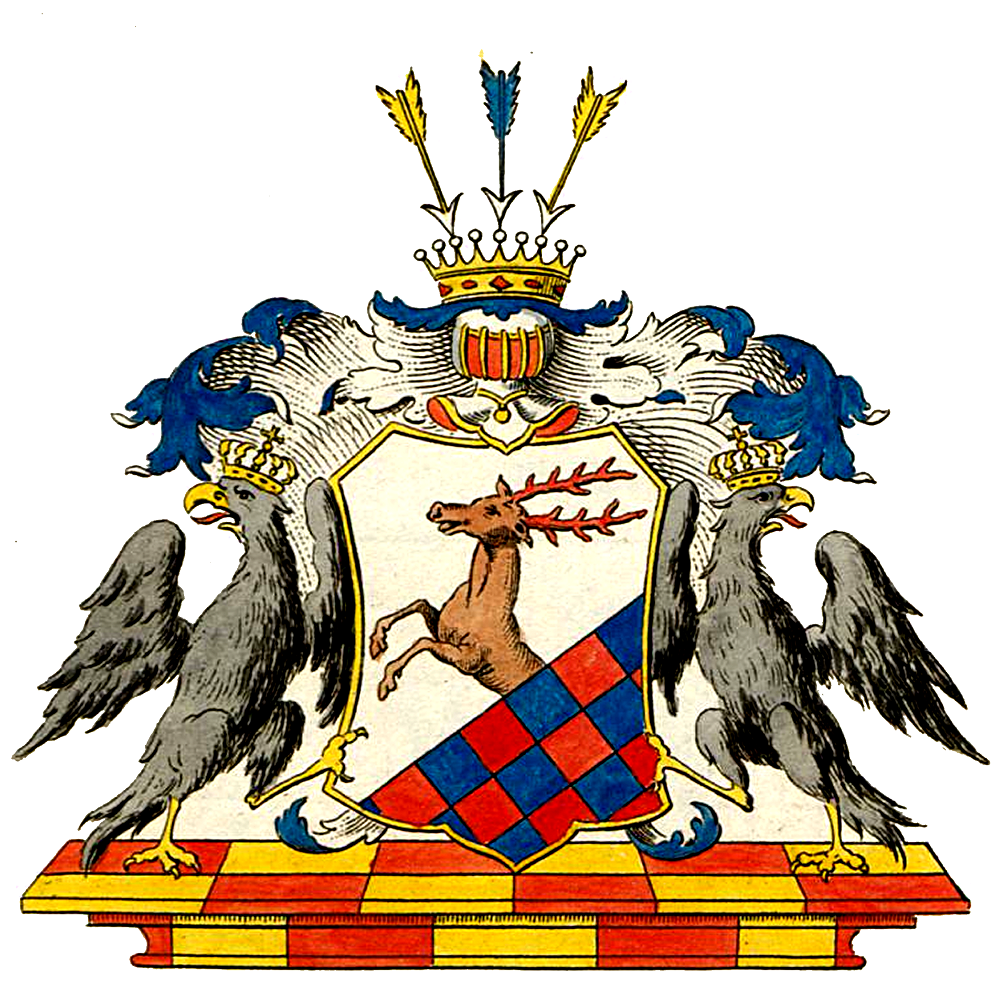
Wappen der Grafen von Hertzberg

## Wappen
Das Stammwappen ist (schräg) geteilt, oben in Silber ein steigender roter Hirsch (Zehnender), unten von Rot und Blau geschacht. Auf dem Helm mit blau-silbernen Decken drei gestürzte, blau beflitschte rote Pfeile mit silbernen Spitzen. „Hirsch über Schach“ ist das wiederkehrende Motiv einer Wappengruppe etlicher pommerscher Adelsgeschlechter.

## Bekannte Familienmitglieder
- Adolf von Hertzberg (1820–1910), preußischer Generalleutnant
- Ewald Friedrich von Hertzberg (1725–1795), preußischer Minister
- Erdmann Bogislav von Hertzberg (1736–1803), preußischer Generalmajor
- Ernst von Hertzberg (1852–1920), preußischer Landschaftsdirektor in Pommern, Politiker
- Friedrich Rüdiger von Hertzberg (1853–1928), preußischer General der Kavallerie
- Friedrich Wilhelm von Hertzberg (1739–1815), preußischer Generalleutnant
- Gertzlaff von Hertzberg (1880–1945), Verwaltungsfachmann und Verbandsfunktionär, Politiker
- Hannibal von Hertzberg (1783–1866), preußischer Landwehrmajor, Stiftsdirektor und Abgeordneter des Landtages der preußischen Provinz Sachsen
- Hans Kaspar von Herzberg (1685–1745), preußischer Generalmajor
- Joachim Wilhelm von Hertzberg (1704–1759), preußischer Oberst und Kommandeur des Infanterieregiments Nr. 12
- Julius von Hertzberg (1826–1887), preußischer Generalmajor
- Karl von Hertzberg (General, 1731) (1731–1798), preußischer Generalleutnant
- Karl von Hertzberg (General, 1789) (1789–1856), preußischer Generalmajor
- Kurt von Hertzberg (1853–1924), preußischer Generalleutnant
- Kurt von Hertzberg (1871–1914), Landrat des Kreises Ohlau
- Rudolf von Hertzberg (1832–1898), preußischer Generalmajor
- Rudolph von Hertzberg (1818–1893), Chorleiter und Komponist
- Wilhelm von Hertzberg (1764–1837), preußischer Landrat